# Ol'ga Bezsmertna
Ol'ga Bezsmertna (in ucraino Ольга Безсмертна?; Bohuslav, 6 agosto 1983) è un soprano ucraino.

## Biografia
Nata a Bohuslav, ha studiato canto al Conservatorio di Kiev, diplomandosi nel 2010. 
Alla vittoria del Concorso Internazionale Neue Stimmen nel 2011 è stata notata dal presidente della giuria, Dominique Meyer, che l'ha scritturata per la Wiener Staatsoper. Vi ha esordito nel 2012 come Lora ne Le fate, tornandovi la settimana dopo nel ruolo della Signora in Cardillac. Ha cantato regolarmente a Vienna fino al 2020, apparendovi come Pamina ne Il flauto magico, Micäela in Carmen, Rusalka, la Contessa ne Le nozze di Figaro (cantando anche "Dove sono i bei momenti" al Ballo dell'opera di Vienna nel 2015), Donna Elvira in Don Giovanni, Freia ne L'oro del Reno, Rosalinde ne Il pipistrello, Alice Ford in Falstaff e Tat'jana in Eugenio Onegin, un ruolo che ha interpretato anche al suo esordio all'Opernhaus Zürich nella stagione 2017/2018. Nel 2015 intanto aveva fatto il suo debutto al Festival di Salisburgo come Marzelline nel Fidelio.
Nel 2021 ha esordito al Teatro alla Scala come Diana ne La Calisto. È tornata sulle scene scaligere nelle due stagioni successive, cantandovi come Eco in Ariadne auf Naxos, Rusalka e la Contessa nelle Nozze di Figaro. Nel 2023 è stata il soprano solista nella Nona sinfonia di Ludwig van Beethoven alle Terme di Caracalla, diretta da Chung Myung-whun. Nella stagione 2024/25 è tornata al Piermarini come Ortlinde ne La Valchiria, Freia ne L'oro del Reno e Sifare in un concerto di Mitridate, re di Ponto (quest'ultimo anche al Théâtre des Champs-Élysées); sempre nel 2024 ha vinto il Premio Franco Abbiati della critica musicale italiana per la sua Rusalka alla Scala.